# Tây Lâm, Y Xuân
Tây Lâm (chữ Hán giản thể: 西林区âm Hán Việt: Tây Lâm khu) là một quận thuộc địa cấp thị Y Xuân, tỉnh Hắc Long Giang, Cộng hòa Nhân dân Trung Hoa. Quận này có diện tích 457 km², dân số 50.000 người. Mã số bưu chính của Tây Lâm là 153025. Quận Tây Lâm được chia thành các đơn vị hành chính gồm 3 nhai đạo: Tây Lâm, Tân Hưng, Đài Thanh.